# Okamoto's
Okamoto's (オカモトズ?  estilizado como OKAMOTO´S) es una banda de funk-rock japonesa formada en 2006. Los miembros de la banda son el vocalista Okamoto Sho, el guitarrista Okamoto Kouki, el bajista Okamoto Hama y el baterista Okamoto Reiji. La banda hizo su debut discográfico el 26 de mayo de 2010 con el sello discográfico Ariola Japan, una subsidiaria de Sony Music Entertainment.

## Miembros
- Vocalista: Okamoto Sho, exintegrante de la banda Zuttozureteruz (ズットズレテルズ?), nacido el 19 de octubre de 1990 en la ciudad de Nueva York. Tipo de sangre AB, altura 172 cm.

- Guitarrista: Okamoto Kouki, nacido el 5 de noviembre de 1990 en Nerima, Tokio, Japón. Tipo de Sangre O, altura 163 cm.

- Bajista: Okamoto Hama, exintegrante de la banda Zuttozureteruz (ズットズレテルズ?), nacido el 12 de marzo de 1991. Tipo de sangre A, altura 164 cm. Es el hijo mayor del comediante Hamada Masatoshi y Ogawa Natsumi.

- Baterista: Okamoto Reiji, exintegrante de la banda Zuttozureteruz (ズットズレテルズ?), nacido el 9 de enero de 1991 en Setagaya, Tokio, Japón. Debido a que nació en la casa de sus padres su tipo de sangre es desconocida. Altura 164 cm. Es el hijo mayor del vocalista de la banda "The Privates", Nobuhara Tatsuji (延原達治?). En su infancia actuó en diversos papeles de niño en obras de teatro presentadas en Japón.

## Antiguos miembros
Bajista: Okamoto Samaru, quien se retiró de la banda en el año 2009.

## Historia de la Banda
OKAMOTO’S es una banda psicodélica de rock garage, formada originalmente por cuatro adolescentes de 19 años de Shinjuku, Tokyo. Su primera interacción se dio cuando cursaban la escuela secundaria. Su gusto y admiración por el artista vanguardista Tarō Okamoto, los llevó a tomar el nombre para el grupo, y al igual que la banda los Ramones, todos los músicos tomaron el nombre del pintor y lo utilizaron como nombre artístico.
En febrero de 2009, OKAMOTO’S hizo su primera aparición discográfica en el disco compilatorio de Columbia Records, "Here Come the Modernity". El 14 de junio de 2009, hicieron su debut con el álbum "Here are OKAMOTO’S", Más tarde el bajista Okamoto Samaru abandonó el grupo y fue reemplazado por Hama Okamoto. Para promocionar su álbum realizaron un tour sorpresa para conmemorar el lanzamiento del primer disco. Tocaron en un promedio de diez conciertos por mes, y solo en el año 2009 realizaron más de 100 conciertos.
En marzo de 2010 se presentaron en el South by Southwest (SXSW) que se llevó a cabo en la ciudad de Austin, Texas y en otras 6 ciudades de los Estados Unidos.
El 26 de mayo de 2010 hicieron su gran debut bajo el sello discográfico Ariola Japan, el cual es una afiliada de Sony Music Entertainment Japón.

## Trabajos

### Sello Independiente

#### Álbum
- Here are OKAMOTO'S (3 de junio de 2009)

#### Live EP
- Count 1000 EP (22 de diciembre de 2009)

### Discográfica

#### Álbum
- 10'S ( de mayo de 2010)

- Crazy about OKAMOTO'S オカモトズに夢中 (3 de noviembre de 2010)

## Radio
- RADIO DRAGON, los lunes de mayo de 2010 de 20:00  a 21:55 horas en Tokyo FM
- SCHOOL OF LOCK!, el 24 de mayo de 2010 en Tokyo FM,(aparición especial)